# Kanonenjagdpanzer
Kanonenjagdpanzer 4-5 (Jagdpanzer Kanone 90mm, KanJPz) – niemiecki niszczyciel czołgów produkowany w latach 60. XX wieku, uzbrojony w armatę kalibru 90 mm. Kanonenjagdpanzer miał zbliżoną konstrukcję do pojazdu Jagdpanzer IV z okresu drugiej wojny światowej.
Pojazdy były lekko opancerzone, nie miały wieży i rozwijały prędkość do 70 km/h na drodze. Załogę stanowiło czterech żołnierzy: dowódca, kierowca, strzelec i ładowniczy.

## Historia
Pierwsze prototypy Kanonenjagdpanzera zbudowały w 1960 roku przedsiębiorstwa Hanomag i Henschel dla wojsk lądowych Niemiec Zachodnich oraz MOWAG dla Szwajcarii. Hanomag i Henschel kontynuowały produkcję prototypów do roku 1966, w którym rozpoczęto produkcję seryjną, trwającą rok. Zbudowano 770 pojazdów (po 385 w każdym z przedsiębiorstw), które trafiły do Bundeswehry. W kwietniu 1975 roku rozpoczęto dostawę 80 pojazdów do Belgii.
Wraz z rozpoczęciem produkcji radzieckich czołgów T-64 i T-72 działo kalibru 90 mm straciło zdolność do prowadzenia walki na dystans, a Kanonenjagdpanzer stał się przestarzały. Producenci zapewniali, że pojazd może zostać przezbrojony w działo 105-milimetrowe. Ostatecznie w latach 1983–1985 163 pojazdy przebudowano na rakietowe niszczyciele czołgów Raketenjagdpanzer Jaguar 2, poprzez usunięcie działa i zamontowanie na dachu wyrzutni przeciwpancernych pocisków kierowanych TOW. Część innych przebudowano na wozy obserwacyjne dla oddziałów artylerii (Beobachtungspanzer).
Niektóre pojazdy pozostały na wyposażeniu Heimatschutztruppe (armii terytorialnej) do 1990 roku.